# Колягин, Георгий Семёнович
Гео́ргий Семёнович Коля́гин (род. 23 ноября 1948, с. Степное, Степновский район, Ставропольский край) — советский и российский политический и государственный деятель, глава города Ставрополя (2011—2016).

## Биография
Родился 23 ноября 1948 года в селе Степное, Степновский район, Ставропольский край, РСФСР, СССР.
В 1970 году окончил Московский кооперативный институт Центросоюза по специальности «товароведение и организация торговли промышленными товарами», а спустя некоторое время был призван в армию. С 1972 по 1980 год работал в Зеленокумске, где был директором районного розничного торгового объединения потребительского общества Советского районна.
С февраля 1980 года стал проживать в городе Ставрополе, где занимал должности инструктора отдела лёгкой пищевой промышленности и торговли, инструктора отдела торговли и бытового обслуживания и заведующего отделом торговли и бытового обслуживания Ставропольского крайкома КПСС. В 1994 году возглавил комитет администрации Ставропольского края по торговле и бытовому обслуживанию населения, а с 2001 года работал председателем регионального комитета по ценам.
В 2011 году непродолжительное время был председателем Ставропольской городской думы, а 5 апреля того же года был избран главой города Ставрополя. 23 сентября 2016 года сложил обязанности главы города, вновь возглавив городскую думу.

## Личная жизнь
Георгий Семёнович Колягин женат и имеет двоих детей. Кроме того, он увлекается фотографией и игрой в шахматы.